# Wendell & Vinnie
Wendell & Vinnie (2013) – amerykański serial komediowy stworzony przez Jaya Kogena oraz wyprodukowany przez Passable Entertainment, Kapital Entertainment i Nickelodeon Productions. Główne role w serialu zagrali Jerry Trainor i Buddy Handleson.
Premiera serialu odbyła się w Stanach Zjednoczonych 16 lutego 2013 na amerykańskim Nickelodeon.
Dnia 15 sierpnia 2013 stacja Nickelodeon ogłosiła, że serial został anulowany po pierwszym sezonie, a pozostałe sześć odcinków serialu były emitowane od 18 sierpnia do 22 września 2013.

## Opis fabuły
Serial opisuje historię dwunastoletniego, inteligentnego chłopca Wendella Bassetta (Buddy Handleson), który po utracie swoich rodziców musi trafić do rodziny zastępczej. Jedynym najbliższym jest jego szalony wujek Vinnie (Jerry Trainor). Wendell razem z wujkiem Vinniem codziennie przeżywa niesamowite przygody.

## Obsada
- Jerry Trainor jako Vinnie
- Buddy Handleson jako Wendell Bassett
- Nicole Sullivan jako Wilma Bassett
- Haley Strode[5] jako Taryn Kleinberg
- Angelique Terrazas jako Lacy

## Odcinki
| №  | Nr | Tytuł                                 | Reżyseria              | Scenariusz                       | Premiera (Nickelodeon) |
| -- | -- | ------------------------------------- | ---------------------- | -------------------------------- | ---------------------- |
| 1  | 1  | Vinnie & Wendell                      | John Fortenberry       | Jay Kogen                        | 16 lutego 2013         |
| 2  | 2  | Rule Breakers & Date Makers           | Adam Weissman          | Matt Fleckenstein                | 23 lutego 2013         |
| 3  | 3  | Mock Law & Order                      | John Fortenberry       | Steven James Meyer               | 2 marca 2013           |
| 4  | 4  | Abra & Cadabra                        | Victor Gonzalez        | Andrew Hill Newman               | 9 marca 2013           |
| 5  | 5  | Valentine's & the Cultural Experience | Rob Schiller           | Steve Skrovan                    | 16 marca 2013          |
| 6  | 6  | Big Dogs & Bicycles                   | Leonard R. Garner, Jr. | Steve Skrovan                    | 30 marca 2013          |
| 7  | 7  | Wendell & The Sleepover               | Rob Schiller           | Susan Beavers                    | 6 kwietnia 2013        |
| 8  | 8  | Baseball & Bad Dates                  | Jon Rosenbaum          | Harry Hannigan                   | 2 maja 2013            |
| 9  | 9  | Fathers Of Fathers & Sons             | Victor Gonzalez        | Susan Beavers                    | 9 maja 2013            |
| 10 | 10 | Pick Ups & Drop Offs                  | Rob Schiller           | Harry Hannigan                   | 16 maja 2013           |
| 11 | 11 | The Dutch & Us                        | Victor Gonzalez        | Elliott Owen                     | 23 maja 2013           |
| 12 | 12 | Sick & Tired                          | Rob Schiller           | Matt Fleckenstein                | 30 maja 2013           |
| 13 | 13 | Lost & Found                          | Jay Kogen              | Allan Rice                       | 6 czerwca 2013         |
| 14 | 14 | Swindle & Vinnie                      | Victor Gonzalez        | Jay Kogen                        | 13 czerwca 2013        |
| 15 | 15 | Vinnie & The Toad                     | Rob Schiller           | Shawn Simmons                    | 18 sierpnia 2013       |
| 16 | 16 | Vinnie & The Man Crush                | Leonard R. Garner, Jr. | Laurie Parres                    | 25 sierpnia 2013       |
| 17 | 17 | Of Mothers & Gardens                  | Adam Weissman          | Max Burnett                      | 1 września 2013        |
| 18 | 18 | Smart Girls & Dumb Guys               | Rob Schiller           | Chuck Hayward                    | 8 września 2013        |
| 19 | 19 | Wendell's & Vinnie's                  | Victor Gonzalez        | Shawn Simmons                    | 15 września 2013       |
| 20 | 20 | First Dances & Last Chances           | Rob Schiller           | Max Burnett i Andrew Hill Newman | 22 września 2013       |